# Гийом д'Арл
Гийом д'Арл (на френски: Guillaume d'Arles) е френски рицар, участник в Четвъртия кръстоносен поход. Загива през юли 1205 г. в битката при Сяр, който е обсаден от войските на българския цар Калоян.
Гийом д'Арл е син на Юг Годфроа II, сеньор на Трец и виконт на Марсилия. Наследява виконтстово заедно с брат си - Юг Годфроа III. Според Вилардуен, Гийом е маршал на Бонифаций Монфератски и заедно с
Юг дьо Колини ръководи отбраната на крепостта Сяр, обсадена от цар Калоян през лятото на 1205. След смъртта на Колини на бойното поле, Гийом д'Арл поема командата на рицарите и се защитава в цитаделата на крепостта, но скоро е принуден да се предаде с останалия гарнизон на бълагрския цар. Когато българите влизат в Сяр, благородниците са арестувани, а само обикновените бойци са освободени. Три дни по-късно рицарите са екзекутирани по заповед на Калоян. Сред тях вероятно е и Гийом д'Арл.